# Повстання алеутів (1763-1765)
Повстання алеутів Лисячої гряди — бунт алеутів Лисячих островах проти російських колонізаторів у 1763—1765 роках.

## Причини
Причиною повстання називається жорсткість, проявлена російськими промисловцями при зборі ясака з тубільного населення — алеутів. Безпосереднім же приводом до загального повстання алеутів послужило побиття різками сина одного з алеутських вождів, вчинене росіянами.

## Початок повстання
Дочекавшись, коли промисловці розбилися на дрібні артілі і вирушили для видобутку хутра по різних островах, алеути на початку грудня 1763 року раптово напали на них й майже всіх перебили. Алеути знищили майже все майно загиблих промисловців та спалили кораблі «Св. Іоанн» на острові Умнак і «Св. Захарій і Єлизавета» на острові Уналашка. Вдалося врятуватися лише Коровіну з артіллю з 13 осіб, які перебували в бухті на Уналашці при галіоті «Св. Трійця». Коровін зі своїми товаришами опинився в облозі алеутів у зимовище і з 10 грудня четверо діб відбивав атаки острів'ян. Після невдалого штурму алеути цілий місяць тримали в облозі Коровіна і його людей, серед яких почалися голод і цинга. Наприкінці квітня 1764 року вирушили в плавання, проте буря викинула галіот Коровіна на берег Умнака. Залишки судна на березі були спалені алеутами. Коровіну та його супутникам через деякий час з великими труднощами вдалося побудувати човен і на ньому вони відправитися уздовж узбережжя острова, поки в серпні 1764 року вони не зустріли людей з команди Степана Глотова, який прийшов в цей час на Умнак. З екіпажів трьох судів вціліло лише 6 росіян і 6 камчадалів.
Команда галіота «Св. Микола» висадилася на Умнак і знищила 4 селища алеутів, але була розгромлена військом п'ятого селища. Промисловці були перебиті, а їхній корабель спалений.

## Придушення повстання
Придушенням повстання керував Степан Глотов на кораблі «Св. Андреян і Наталя» з екіпажем 40 чоловік. Він знищив всі алеутські поселення на південній стороні Умнака. У цей час до острова Уналашка підійшов бот «Св. Петро і Св. Павло» під командування І. Соловйова й командою з 55 чоловік. Під час першої сутички загинуло до 100 алеутів. Зібравшись з силами, росіяни продовжили каральні рейди по алеутських поселеннях, в ході яких було винищено від 3 до 5 тис. тубільців.

## Наслідки
Військові дії були однією з головних причин депопуляції численних алеутів Лисячих островів. В цілому за перші 30 років контактів з росіянами, за найскромнішими підрахунками, корінне населення Алеутських островів скоротилося втричі.